# Aleksiej Arakczejew
Aleksiej Andrejewicz Arakczejew (ros. Алексей Андреевич Аракчеев; ur. 4 października 1769, zm. 3 maja 1834 w Gruzinie, rejon czudowski) – generał armii Imperium Rosyjskiego, minister wojny Rosji, jeden z najbliższych współpracowników cara Aleksandra I w drugim okresie jego rządów.

## Życiorys

### Młodość. Kariera wojskowa
Pochodził z rodziny szlacheckiej. Jego ojciec Andriej Andriejewicz służył w Preobrażeńskim Pułku Lejbgwardii i złożył dymisję ze służby w stopniu porucznika, wtedy też ożenił się z Jelizawietą Witlicką. Matka miała znaczący wpływ na wychowanie przyszłego wojskowego – ona wpoiła mu przywiązanie do pracy, ładu i surowego porządku. Podstaw matematyki oraz czytania i pisania Aleksiej Arakczejew uczył się w domu od miejscowego psalmisty cerkiewnego. W 1785 został przyjęty do jednej z najlepszych szkół wojskowych w kraju – szlacheckiego korpusu artylerii i wojsk inżynieryjnych w Petersburgu. Jako kadet uzyskiwał wysokie wyniki w nauce, wyróżniał się zwłaszcza w przedmiotach typowo wojskowych, nie wykazując zdolności do wykładanych w szkole przedmiotów ogólnohumanistycznych. W szkole nauczył się języka niemieckiego, słabiej posługiwał się językiem francuskim. W 1786 za wyniki w nauce i zaangażowanie w nauczanie młodszych kadetów otrzymał srebrny medal, zaś w 1787, jako jeden z najlepszych absolwentów, został wykładowcą matematyki i artylerii w korpusie.
W 1792, będąc już porucznikiem artylerii, został skierowany na służbę do oddziałów wielkiego księcia Pawła Piotrowicza do Gatczyny, następcy tronu rosyjskiego. Na jego polecenie awansował na kapitana artylerii, zaś w 1793 – na majora. W tym momencie Arakczejew został dowódcą wszystkich wojsk stacjonujących w Gatczynie. Po trzech latach awansował na podpułkownika. Paweł I pozostał jego protektorem także po wstąpieniu na tron. W 1797 Arakczejew został mianowany generałem-majorem, komendantem miasta Petersburga, generałem-kwatermistrzem całej armii rosyjskiej, otrzymał także tytuł barona. Jemu też Paweł I powierzył kształcenie następcy tronu, Aleksandra Pawłowicza, w naukach wojskowych. W roku następnym Arakczejew na krótko popadł w niełaskę cara, jednak już w 1799 Paweł I mianował go inspektorem całej artylerii rosyjskiej i nadał mu tytuł hrabiowski. Po krótkim czasie generał popadł w niełaskę po raz drugi i został przywrócony do służby dopiero w 1803, na poprzednie stanowisko. W ciągu pięcioletniej działalności inspektora artylerii Arakczejew całkowicie zreorganizował podległe mu oddziały. Oceniany przez historyków jako zdolny organizator wojskowy, nigdy nie był natomiast strategiem.
W 1808 mianowany ministrem wojny, przeprowadził w armii rosyjskiej, w tym w jej zaopatrzeniu i systemie kształcenia wojskowych, kolejne zmiany. W czasie wojny rosyjsko-szwedzkiej w latach 1808–1809 był pomysłodawcą manewru polegającego na przejściu wojsk rosyjskich przez zamarzniętą Zatokę Botnicką, co pozwoliło przenieść walki na terytorium przeciwnika i przyczyniło się do wcielenia Finlandii do Imperium Rosyjskiego. Arakczejew pozostawał ministrem wojny do 1810, gdy odszedł z urzędu, protestując przeciwko zatajeniu przed nim projektu utworzenia Rady Państwa. Na żądanie Aleksandra I objął jednak stanowisko kierownika departamentu spraw wojskowych w Radzie Państwa. W czasie wojny francusko-rosyjskiej roku 1812 i kampanii antynapoleońskiej lat 1813-1814 należał do najbliższych współpracowników cara, odmówił jednak przyjęcia w dowód uznania stopnia feldmarszałka.

### Najbliższy współpracownik cara Aleksandra I
Od 1814 Arakczejew był najbliższym współpracownikiem cara Aleksandra I. W praktyce odpowiadał za wszystkie zagadnienia związane z polityką wewnętrzną kraju. Jako jedyny cieszył się całkowitym zaufaniem cara. W popularnej opinii to pedantyczny i służbisty Arakczejew w decydujący sposób przyczynił się do zmiany kursu politycznego Aleksandra I, który przed wojną r. 1812 prowadził liberalną politykę wewnętrzną. W rzeczywistości jednak generał był przede wszystkim sprawnym wykonawcą dyspozycji samego cara, który z wiekiem stawał się coraz bardziej apodyktyczny, a przy tym tracił zainteresowanie wieloma politycznymi problemami swojego państwa. Okres wpływów Arakczejewa określa się w historiografii jako arakczejewszczyznę.
Z polecenia Aleksandra I Arakczejew w latach 1816–1821 zajmował się planowaniem i organizacją systemu osiedli wojskowych, w których żołnierze w okresach wolnych od działań wojennych mieli, obok regularnych ćwiczeń, zajmować się rolnictwem (podobny projekt powstał jeszcze w 1810, lecz nie mógł zostać wprowadzony w życie z powodu wybuchu wojny). Despotyczny sposób organizacji osiedli, w których wprowadzony skrajnie surowy rygor, doprowadził do porażki całego przedsięwzięcia – w osiedlach dochodziło do zamieszek i buntów, przez co następca Aleksandra I Mikołaj I polecił ich rozwiązanie.
W latach 1823–1824 Arakczejew był związany z tzw. „prawosławną opozycją” lub „partią rosyjską” – grupą konserwatywnych działaczy państwowych i cerkiewnych (m.in. metropolita petersburski Serafin (Głagolewski)). Przyczynił się do wydania zakazu działania lóż masońskich w Rosji oraz do zdymisjonowania w 1824 Aleksandra Golicyna, ministra spraw duchownych i oświecenia narodowego, którego oskarżono o niedostateczną pobożność.
W czerwcu 1825 Aleksander I polecił Arakczejewowi udaremnić spisek organizacji dekabrystów, wykryty przez tajną policję. Generał nie podjął jednak natychmiastowych działań, wstrząśnięty zamordowaniem swojej wieloletniej faworytki – Nastazji Minkiny, ekonomki z jego majątku Gruzino. Po nieoczekiwanej śmierci cara w tym samym roku i objęciu tronu przez jego brata Mikołaja I Arakczejew został zdymisjonowany z pełnionych stanowisk.

### Ostatnie lata
W kwietniu 1826 Mikołaj I udzielił Arakczejewowi urlopu na czas nieokreślony z prawem wyjazdu na leczenie za granicę. Po powrocie generał zamieszkał w swoim majątku w Gruzinie, nie angażując się więcej w politykę państwa. Zaangażował się w reorganizację majątku, w którym urządził dla chłopów szpital, surowo karał chłopów za lenistwo i pijaństwo. Zmarł w 1834.